# Lynn Kanuka-Williams
Lynn Kanuka-Williams, född den 11 juli 1960 i Regina, Saskatchewan, Kanada, är en kanadensisk friidrottare inom medeldistanslöpning.
Hon tog OS-brons på 3 000 meter vid friidrottstävlingarna 1984 i Los Angeles. 